# Університет Аалто
Університе́т А́алто (фін. Aalto-yliopisto, швед. Aalto-universitetet) — фінський університет, який був створений шляхом об'єднання трьох вищих навчальних закладів міста Гельсінкі: Гельсінського політехнічного інституту (заснований в 1849 році), Вищої школи економіки (заснована в 1904 році) та Інституту мистецтв, дизайну та архітектури (заснований в 1871 році). Тісний зв'язок між наукою, бізнесом та мистецтвом покликаний сприяти інноваційним дослідженням в міждисциплінарному середовищі.
В 2015 році в рейтингу авторитетної британської компанії QS Quacquarelli Symonds університет займав 139-е місце в загальному рейтингу найкращих університетів світу та 17-е — в галузі архітектури та мистецтв. Також, за версією Microsoft Research, університет займає 21-е місце у світі з машинного навчання — широкого розділу комп'ютерних наук. Крім того, варто зазначити, що програма МДА університету має «потрійну акредитацію». Таким досягненням можуть похвалитись лише 74 бізнес-школи у світі.
Серед випускників та професорів Університету Аалто є: 
- Нобелівський лауреат Арттурі Віртанен
- лауреат Нагороди Френка Розенблата Теуво Кохонен
- фізик Гуннар Нордстрем
- архітектор зі світовим ім'ям Алвар Аалто (на честь якого університет отримав свою назву).

## Історія
Університет був заснований 1 січня 2010 року внаслідок об'єднання  Гельсінського політехнічного інституту, Вищої школи економіки та Інституту мистецтв, дизайну та архітектури в Гельсінкі. 
В 2012 році було оголошено, що в рамках трирічної програми AppCampus компанії Microsoft і Nokia інвестують в Університет Аалто по дев'ять мільйонів євро кожна для розробки мобільних додатків та послуг для смартфонів Windows, а також інших операційних систем телефонів Nokia (наприклад Symbian).
В Центрі технологічних досліджень (VTT) університету вважають, що можливості 3D-друку, які набувають популярності в Фінляндії, дозволять створити і ряд нових можливостей для покращення фінського бізнесу.  